# Неи јинг
Неи јинг  (кинески: 内劲)  или „јин“, „унутрашња снага“ или „ унутрашњи чи “, посебан је концепт коришћења силе тела у традционалним борилачким вештинама у Кини, када се борцу у тренутку напада, мишићи грче и експлодирају. Дантиан је љут, тежиште тела тоне, а тежина тела се преноси на силу ударца, при чему постоје различити начини примене силе, попут намотавања свиленог Јина, попуштања Јина, спиралног Јина итд.
Занчи, унутрашња снага не укључује само физичку спремност (четири квалитета: брзина, снага, издржљивост, окретност и флексибилност), већ и интелигенцију и искуство. Према томе метода Неи јинг (унутрашња снага)  је врста спортске функције, коју су Државна комисија за образовање и Комисија за спорт у Кини својевремено  промовисале на факултетима и универзитетима  

## Терминологија
Неи јинг“ је термин за борилачке вештине засноване на Јин методама, која су специјализована за Неи јинга. Односи се на способност да се сили може променити правац и  величина по сопственој вољи. Стиче  се вежбањем борилачких вештина, како би се цело тело  добро повезало, а ум надвладао. Пошто је његово деловање скривено у стидном подручју,  ум није видљив,  и назива се „унутрашња снага“.
Ова врста вештине  има моћ да прикупи целокупну снагу тела, која је већа од „пуне снаге“ коју вежбачи могу да поседују. Вежба унутрашње снаге усредсређена је на вођење покрета унутрашњим сензацијама и акумулираним Дантиан-ом, чиме се модификује сила,  побољшаном функцијом централног нервног система који  врши контролу опуштања мишића и способношћу подстицања силе помоћу Чи-а. 
Неи јинг потези су једноставни и практични, али ако борац није развио своју унутрашњу снагу, они се не могу применити у борби и може утицати на неочекиване потезе и ефекте.

## Полазне основе
У напредном традиционалном кинеском кунг фуу (борилачким вештинама), Не јинг (традиционални кинески: 內勁; пинјин: неијинг) се односи на свесну контролу чи-а  или „животну енергију“, како би борац стекао предности у борби.  Неи јинг је развијен коришћењем „Неигонга“ (традиционални кинески: 內功; пинјин: неигонг) (內功), или „унутрашњих вежби“, за разлику од „ваигонг“ (外功), „спољних вежби“.
Традиционални класични боксерски зналци и теоретичари бокса непрестано воде расправе о концепту Неи јинга. На пример:
- „Снази“ која се помиње у „ Таијикуан теорији “
- „Тринаест моћи Шинг Гонг Шин Ји“,
- „Вежбање Ки срцем и покретање тела уз помоћ Ки“
- „Неговање “ у формули од пет карактера Лиукса Бафакуана - „тако сам љут, да сам пун еластичности”

Тиме се сва енергија користи у напредном боксу, за разлику класичног бокса где се користи само  енергија „силе“.

## Унутрашња снага у људском телу
Унутрашња енергија се односи на енергију људског тела, потенцијал људског тела и материјалну основу животних активности. Ова чињеницу коју обични људи нису  у стању да лако опазе уско је повезана са нивоом људског здравља. 
Након дуготрајног специфичног тренинга, човек може у одређеној мери да опази и схвати унутрашњу енергију. Читав низ метода вежбања заснован је на методи загревања, ставу коњских корака као основи, методи покрета прстију као кључу и кинетичкој енергији као самонавођењу. Низ метода су органски комбиновани, једноставни и лако се примењује, без одступања у брзини унутрашње енергија, унутрашње моћи 

## Два типа снаге: Ли и Неи јин
Супериорност борилачке вештине није одређена именом песнице или потеза, већ природом енергије коју користи кунг фу. То је разлика између „силе“ и „јин“. У борбеној техници, главна разлика између основног и напредног нивоа кунг фуа није у самој форми, већ се састоји у врсти силе која се користи и примењује. 
Постоје две различите врсте моћи својствене традиционалном кинеском кунг фуу . Спољна механичка сила звана Ли (на традиционалном кинеском: 力), која се често може видети на основном нивоу кунг фу-а. То је оно што просечна особа види као силу. Насупрот томе, унутрашња сила се назива Неи јинг (на традиционалном кинеском : 內勁) или Неигун (на традиционалном кинеском : 內功), ова унутрашња сила је сила у кунг фуу за напредне спортисте. 
Дакле, вештина у борилачким спортовима није одређен степеном сложености облика и стилова, већ суштином примењене силе.
Основно учење кинеског бокса је израз „снага“. Без обзира о каквом се боксу ради, све док користи „силу“ као своју енергију за генерисање снаге у потезима, то је вештина „силе“. Употреба „силе“ захтева упориште у принципу полуге. У тренутку напада цело тело се грчи, како постигло ефекат „фиксирања“ и експлозије. Количина силе зависи од флексибилности тетива, тврдоће костију, стезања мишића и координације фактора као што су брзина, удаљеност и време. Ово је фаза Минг Јин-а.
Напредна фаза кинеског бокса израз је „снаге“. „Јин“ је комбинација бога, ума и Ки-а. Без обзира о каквом се боксу ради, све док користи „јин“ као енергију да се покрети генеришу у снагу, то је вештина „јин-а“. Уз напор „снаге“ није потребно упориште. Све док постоји додирна тачка са противником (било која тачка у противниковом телу) борац се налази у домету напада унутрашње снаге. У тренутку напада цело тело је опуштено да би се постигао ефекат „исправљања“, који емитује јачу енергију од „силе“. Ово је етапа од Ањина до Шуајина.
Разлика између Ли и Неи јина је у томе што се као принцип користи „лабавост“. Што је тело лабавије и што је са мање напора, то је већа снага. Такозвани „један минут лабаво, један минут напора“. 
Супротно томе, ако је било који део тела затегнут, енергија ће бити ублажена на том месту. Јер напети мишићи су попут зачепљених водоводних цеви које ометају проток воде. Што се више напрежете, мишићи су напетији и мање унутрашње енергије се производи. Овај лабави принцип онемогућава да се „снага“ претвара да је „снага“.
Напор „моћи“ је ограничен неким лимитима. Једном када организам остари и мишићи и кости се дегенеришу, а кунг фу полако нестаје. Међутим, напорима „јина“ нема краја. Упркос старости и погоршању стања мишића и костију, унутрашња снага се јача тренингом, о чему сведоће бројни примери појединаца у Кини.

## Обука
Свима је својствен „унутрашњи чи“, али постоје разлике у снази и слабости. Борбени уметници могу култивисати и ојачати сопствени „унутрашњи чи“ ефикасном вежбом, стицањем енергија за подршку нападима и одбрани 
Кључ за неговање и јачање „унутрашњег чи“ лежи у могућности да се „опустите“. Специфични садржај укључује опуштање костију, опуштање мишића, висцерално опуштање, Ки опуштање и ментално опуштање.  Све што је „лабаво“ у менталном стању, захтева позитивно „опуштање“ јер то активира Ки машину и надима унутрашњи Ки. Односно, „прво се зглобови и зглобне структуре олабаве да би били флексибилни, затим се наставља са вежбама опуштања колена и лактова. Следи опуштања рамена, кукова итд.“ Само способношћу да се организам „олабави“ може се створити енергија. Ако не можете да се „опустите“, неће бити енергије. Ово је енергија "јин-а". Стога, када учитељ свакодневно подучава своје ученике, он мора да понови подсетник више од десет пута: „Будите лабави, лабави и будите чисти. Будите лабави по целом свом телу.“